# 孟亨奎
孟 亨奎（メン・ヒョンギュ、朝鮮語: 맹형규、1946年8月9日 - ）は、韓国の政治家、ジャーナリスト。元行政安全部長官、ハンナラ党所属の第15・16・17代国会議員。本貫は新昌孟氏。キリスト教徒。

## 経歴
ソウル出身。政界入り前は合同通信政治部・外信部記者、聯合通信ロンドン特派員、論説委員、国民日報ワシントン特派員、SBSワシントン特派員、SBS8時ニュースアンカー、局長級報道委員を歴任した。
1996年の第15代総選挙で初当選し、国会議員を3期務めたほか、新韓国党中央委員会運営企画委員長、ハンナラ党スポークスマン、総裁秘書室長、メディア国家調査特別委員会委員長、政策委員会議長、共同選挙対策委員長、第17代大統領職引受委員会企画調整分科委員会幹事を歴任した。2006年にソウル市長選（第4回全国同時地方選）に出馬するために議員職を辞退したが、党内の予備選で呉世勲に敗れたため、同年の国会議員補欠選挙で再び当選した。第18代総選挙では不出馬を宣言し、議員を引退したが、その後は李明博政権の大統領室政務首席秘書官と第3代行政安全部長官を歴任した。